# Tadelakt

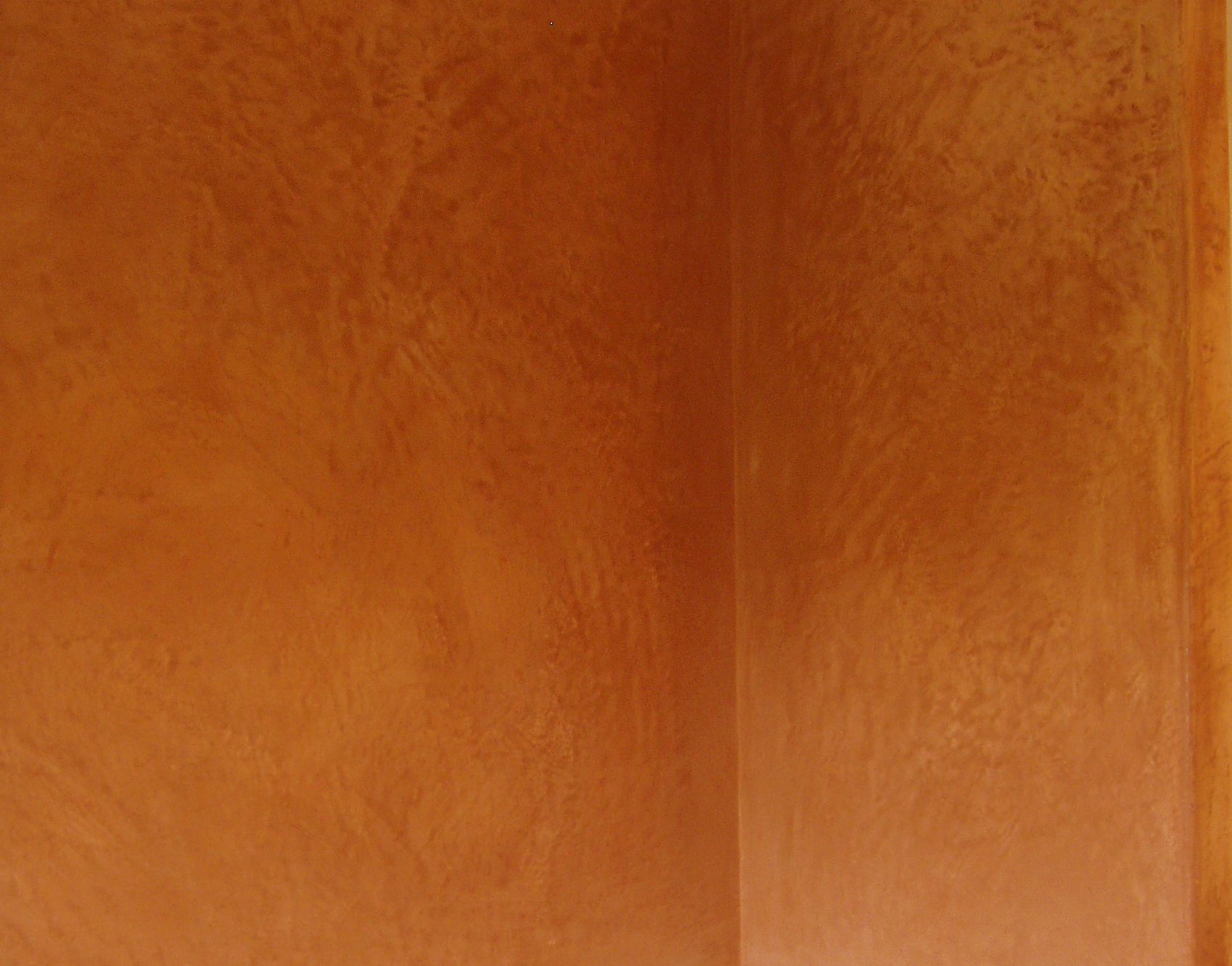
Foto di cantiere di un campione di Tadelakt.

Il Tadelakt è un rivestimento murale a base di calce, brillante e impermeabile, che, per le sue caratteristiche fisiche, si presta a essere utilizzato sia in interni che in esterni. È il rivestimento tradizionale degli hammam e dei bagni dei giardini (rawdhah, in arabo روضة‎?)  e dei palazzi del Marocco. 
Ha la particolarità di essere rifinito con ciottoli di fiume e di essere trattato con sapone nero per acquistare il suo aspetto finale. Il particolare sapone naturale utilizzato, a base di olio di oliva, conferisce al materiale la sua impermeabilità, che permette di utilizzarlo anche per realizzare vasche e lavabi.
Il Tadelakt ha un aspetto morbido e fine con ondulazioni dovute alla lavorazione coi ciottoli, cosa che gli conferisce grandi capacità decorative. 

## Tecnica di realizzazione
Il Tadelakt è generalmente realizzato con la calce di Marrakesh in un solo passo. In effetti la calce di Marrakesh permette uno spessore più grande grazie alla sua fabbricazione molto rudimentale.
La posa del Tadelakt è un'operazione minuziosa e richiede un lavoro difficile che non è alla portata dei dilettanti. I mastri artigiani marocchini sono chiamati Maalem e seguono una formazione che dura molti anni allo scopo di padroneggiare la tecnica. 
Il Tadelakt resta un rivestimento fragile ai colpi e necessita una manutenzione regolare. Ogni piccola crepa deve essere necessariamente riparata a pena di vedere infiltrarsi l'acqua nel supporto. I ritocchi sono sempre visibili.

## Diffusione e commercializzazione al di fuori del Marocco

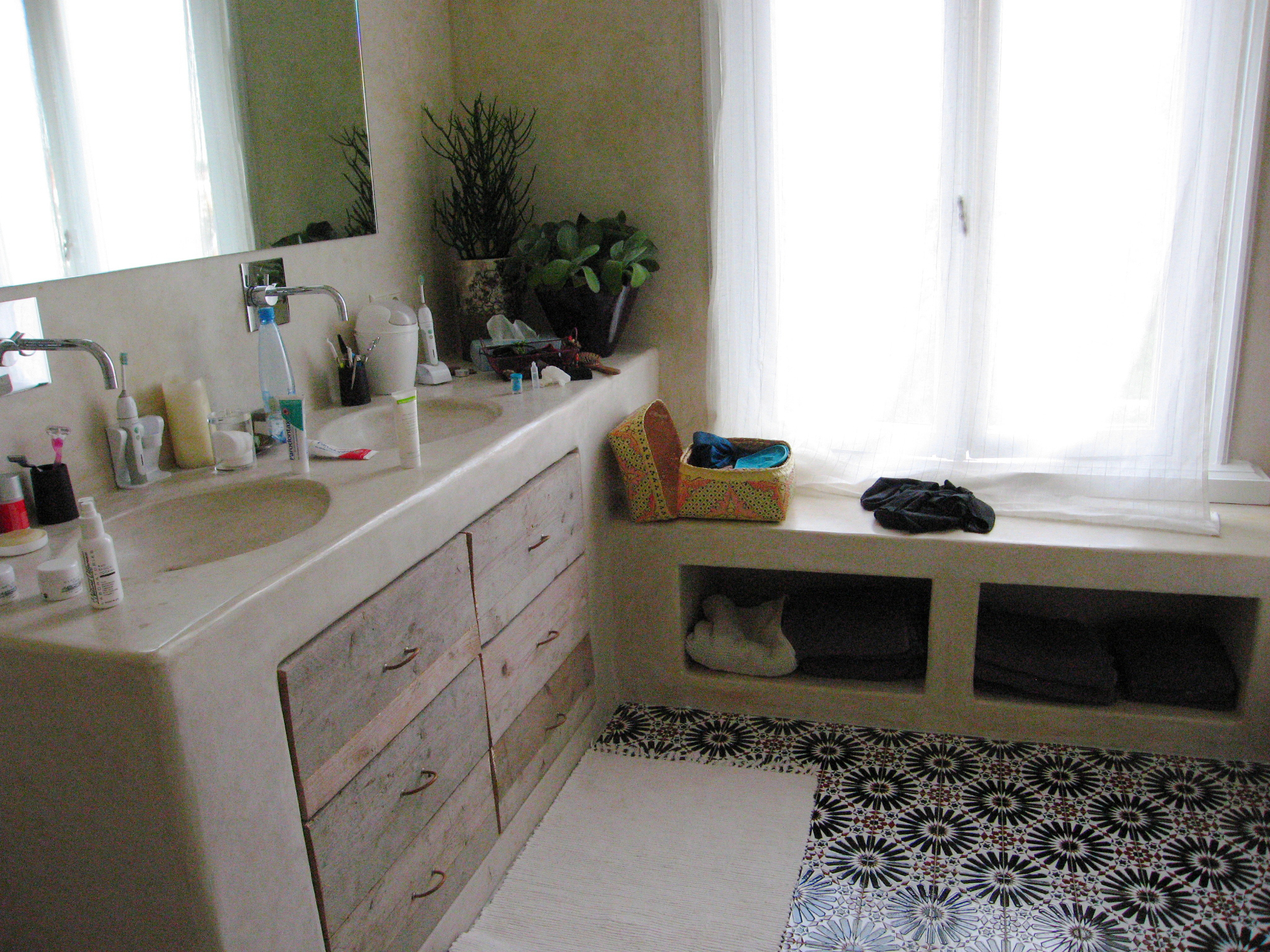
Lavabo in Tadelakt, realizzazione consentita dall'impermeabilità del materiale

L'interesse del pubblico per il Tadelakt, seguito ai molti articoli apparsi nelle riviste di arredamento e all'appassionarsi del jet set internazionale per Marrakesh, ha spinto gli industriali a creare dei materiali moderni somiglianti al Tadelakt.
Se alcuni produttori 
utilizzano la calce marocchina, la posa in opera e la manutenzione richiedono una conoscenza approfondita del Tadelakt.
Nuovi prodotti, meglio adattati, ottenuti direttamente dalla calce di Marrakesh, rispettano le qualità estetiche e tecniche del Tadelakt originale offrendo insieme una facilità di posa, che permette al posatore in opera di realizzare questa finitura senza esperienza precedente.